# Liste der Nummer-eins-Hits in Singapur (2004)
Diese Liste der Nummer-eins-Hits in Singapur 2004 basiert auf den offiziellen Chartlisten der RIAS. Es wurden zwei getrennte Charts für asiatische und internationale Alben erhoben.

## Alben (asiatisch)
| ← 2003 ← | Liste der Nummer-eins-Hits in Singapur | Liste der Nummer-eins-Hits in Singapur | Liste der Nummer-eins-Hits in Singapur                                              | 2005 →                    |
| \| Zeitraum \| Wo. ges. \| Interpret \| Titel \| Zusätzliche Informationen \| \| (Zeitraum, Wochen auf Platz eins, Interpret, Titel, zusätzliche Informationen) \| \| \| \| \| \| ------------------------------------------------------------------------------ \| -------- \| -------------------- \| --------------------------------------------------------------------------------------- \| ------------------------- \| \| 10. Januar 2004 – 16. Januar 2004 1 Woche \| 1 \| 5566 \| 2nd Album / 挚爱[1] \| – \| \| 17. Januar 2004 – 23. Januar 2004 1 Woche \| 1 \| Sammi Cheng / 郑秀文 \| Mi Century / 登峰造极[1] \| – \| \| 20. März 2004 – 26. März 2004 1 Woche \| 1 \| Jolin Tsai / 蔡依林 \| Castle / 城堡[2] \| – \| \| 27. März 2004 – 2. April 2004 1 Woche (insgesamt 5) \| 5 \| Cindy Wang / 王心凌 \| Loves You / 爱你[2][3] \| – \| \| 8. Mai 2004 – 4. Juni 2004 4 Wochen (insgesamt 5) \| 5 \| Cindy Wang / 王心凌 \| Loves You / 爱你[4][5][6] \| – \| \| 5. Juni 2004 – 30. Juli 2004 8 Wochen \| 8 \| Ocean Ou / 欧得洋 \| Ocean / 北半球有欧得洋[6][7][8][9][10][11][12] \| – \| \| 14. August 2004 – 3. September 2004 3 Wochen \| 3 \| Jay Chou / 周杰伦 \| Common Jasmin Orange / 七里香[13][14] \| – \| \| 18. September 2004 – 8. Oktober 2004 3 Wochen \| 3 \| Joi Chua / 蔡淳佳 \| Sunrise / 日出[15][16] \| – \| \| 6. November 2004 – 19. November 2004 2 Wochen \| 2 \| S.H.E \| Encore[17] \| – \| \| 20. November 2004 – 26. November 2004 1 Woche \| 1 \| Mayday / 五月天 \| God's Children Are All Dancing/Flying Angels With a Falling Soul / 神的孩子都在跳舞[18] \| – \| |                                        |                                        |                                                                                     |                           |
| ← 2003 |                                        |                                        |                                                                                     | → 2005 →                  |
| Zeitraum | Wo. ges.                               | Interpret                              | Titel                                                                               | Zusätzliche Informationen |
| (Zeitraum, Wochen auf Platz eins, Interpret, Titel, zusätzliche Informationen) |                                        |                                        |                                                                                     |                           |
| 10. Januar 2004 – 16. Januar 2004 1 Woche | 1                                      | 5566                                   | 2nd Album / 挚爱                                                                    | –                         |
| 17. Januar 2004 – 23. Januar 2004 1 Woche | 1                                      | Sammi Cheng / 郑秀文                   | Mi Century / 登峰造极                                                               | –                         |
| 20. März 2004 – 26. März 2004 1 Woche | 1                                      | Jolin Tsai / 蔡依林                    | Castle / 城堡                                                                       | –                         |
| 27. März 2004 – 2. April 2004 1 Woche (insgesamt 5) | 5                                      | Cindy Wang / 王心凌                    | Loves You / 爱你                                                                    | –                         |
| 8. Mai 2004 – 4. Juni 2004 4 Wochen (insgesamt 5) | 5                                      | Cindy Wang / 王心凌                    | Loves You / 爱你                                                                    | –                         |
| 5. Juni 2004 – 30. Juli 2004 8 Wochen | 8                                      | Ocean Ou / 欧得洋                      | Ocean / 北半球有欧得洋                                                              | –                         |
| 14. August 2004 – 3. September 2004 3 Wochen | 3                                      | Jay Chou / 周杰伦                      | Common Jasmin Orange / 七里香                                                       | –                         |
| 18. September 2004 – 8. Oktober 2004 3 Wochen | 3                                      | Joi Chua / 蔡淳佳                      | Sunrise / 日出                                                                      | –                         |
| 6. November 2004 – 19. November 2004 2 Wochen | 2                                      | S.H.E                                  | Encore                                                                              | –                         |
| 20. November 2004 – 26. November 2004 1 Woche | 1                                      | Mayday / 五月天                        | God's Children Are All Dancing/Flying Angels With a Falling Soul / 神的孩子都在跳舞 | –                         |

## Alben (international)
| ← 2003 ← | Liste der Nummer-eins-Hits in Singapur | Liste der Nummer-eins-Hits in Singapur | Liste der Nummer-eins-Hits in Singapur | 2005 →                    |
| \| Zeitraum \| Wo. ges. \| Interpret \| Titel \| Zusätzliche Informationen \| \| (Zeitraum, Wochen auf Platz eins, Interpret, Titel, zusätzliche Informationen) \| \| \| \| \| \| ------------------------------------------------------------------------------ \| -------- \| --------------- \| ------------------------------------- \| ------------------------- \| \| 10. Januar 2004 – 23. Januar 2004 2 Wochen \| 2 \| Various Artists \| Remember[1] \| – \| \| 20. März 2004 – 2. April 2004 2 Wochen \| 2 \| Guns n’ Roses \| Greatest Hits[2][3] \| – \| \| 8. Mai 2004 – 14. Mai 2004 1 Woche \| 1 \| Clay Aiken \| Measure of a Man[4] \| – \| \| 15. Mai 2004 – 21. Mai 2004 1 Woche \| 1 \| Carpenters \| Yesterday Once More[4] \| – \| \| 22. Mai 2004 – 4. Juni 2004 2 Wochen \| 2 \| Avril Lavigne \| Under My Skin[5][6] \| – \| \| 5. Juni 2004 – 11. Juni 2004 1 Woche \| 1 \| Various Artists \| Sentimental Hits 3[6] \| – \| \| 12. Juni 2004 – 25. Juni 2004 2 Wochen \| 2 \| Linkin Park \| Meteora[7][8] \| – \| \| 26. Juni 2004 – 2. Juli 2004 1 Woche \| 1 \| Various Artists \| Let's Folk[9] \| – \| \| 3. Juli 2004 – 9. Juli 2004 1 Woche (insgesamt 2) \| 2 \| Various Artists \| Love Songs[10] \| – \| \| 10. Juli 2004 – 16. Juli 2004 1 Woche \| 1 \| Various Artists \| Wow Worship[11] \| – \| \| 17. Juli 2004 – 23. Juli 2004 1 Woche (insgesamt 2) \| 2 \| Various Artists \| Love Songs[11] \| – \| \| 24. Juli 2004 – 30. Juli 2004 1 Woche \| 1 \| Various Artists \| Big Ballads[12] \| – \| \| 14. August 2004 – 3. September 2004 3 Wochen \| 3 \| Various Artists \| Big[13][14] \| – \| \| 18. September 2004 – 8. Oktober 2004 3 Wochen \| 3 \| Various Artists \| Disney Magic[15][16] \| – \| \| 6. November 2004 – 12. November 2004 1 Woche \| 1 \| Various Artists \| 1 The Album[17] \| – \| \| 13. November 2004 – 26. November 2004 2 Wochen \| 2 \| Britney Spears \| Greatest Hits: My Prerogative[17][18] \| – \| |                                        |                                        |                                        |                           |
| ← 2003 |                                        |                                        |                                        | → 2005 →                  |
| Zeitraum | Wo. ges.                               | Interpret                              | Titel                                  | Zusätzliche Informationen |
| (Zeitraum, Wochen auf Platz eins, Interpret, Titel, zusätzliche Informationen) |                                        |                                        |                                        |                           |
| 10. Januar 2004 – 23. Januar 2004 2 Wochen | 2                                      | Various Artists                        | Remember                               | –                         |
| 20. März 2004 – 2. April 2004 2 Wochen | 2                                      | Guns n’ Roses                          | Greatest Hits                          | –                         |
| 8. Mai 2004 – 14. Mai 2004 1 Woche | 1                                      | Clay Aiken                             | Measure of a Man                       | –                         |
| 15. Mai 2004 – 21. Mai 2004 1 Woche | 1                                      | Carpenters                             | Yesterday Once More                    | –                         |
| 22. Mai 2004 – 4. Juni 2004 2 Wochen | 2                                      | Avril Lavigne                          | Under My Skin                          | –                         |
| 5. Juni 2004 – 11. Juni 2004 1 Woche | 1                                      | Various Artists                        | Sentimental Hits 3                     | –                         |
| 12. Juni 2004 – 25. Juni 2004 2 Wochen | 2                                      | Linkin Park                            | Meteora                                | –                         |
| 26. Juni 2004 – 2. Juli 2004 1 Woche | 1                                      | Various Artists                        | Let's Folk                             | –                         |
| 3. Juli 2004 – 9. Juli 2004 1 Woche (insgesamt 2) | 2                                      | Various Artists                        | Love Songs                             | –                         |
| 10. Juli 2004 – 16. Juli 2004 1 Woche | 1                                      | Various Artists                        | Wow Worship                            | –                         |
| 17. Juli 2004 – 23. Juli 2004 1 Woche (insgesamt 2) | 2                                      | Various Artists                        | Love Songs                             | –                         |
| 24. Juli 2004 – 30. Juli 2004 1 Woche | 1                                      | Various Artists                        | Big Ballads                            | –                         |
| 14. August 2004 – 3. September 2004 3 Wochen | 3                                      | Various Artists                        | Big                                    | –                         |
| 18. September 2004 – 8. Oktober 2004 3 Wochen | 3                                      | Various Artists                        | Disney Magic                           | –                         |
| 6. November 2004 – 12. November 2004 1 Woche | 1                                      | Various Artists                        | 1 The Album                            | –                         |
| 13. November 2004 – 26. November 2004 2 Wochen | 2                                      | Britney Spears                         | Greatest Hits: My Prerogative          | –                         |

## Belege
1. 1 2 3  Fehler (Memento vom 5. Februar 2004 im Internet Archive)
2. 1 2 3  Fehler (Memento vom 14. April 2004 im Internet Archive)
3. 1 2  Fehler (Memento vom 14. April 2004 im Internet Archive)
4. 1 2 3  Fehler (Memento vom 5. Juni 2004 im Internet Archive)
5. 1 2  Fehler (Memento vom 4. Juni 2004 im Internet Archive)
6. 1 2 3 4  Fehler (Memento vom 18. Juni 2004 im Internet Archive)
7. 1 2  Fehler (Memento vom 4. Juli 2004 im Internet Archive)
8. 1 2  Fehler (Memento vom 4. Juli 2004 im Internet Archive)
9. 1 2  Fehler (Memento vom 14. Juli 2004 im Internet Archive)
10. 1 2  Fehler (Memento vom 16. Juli 2004 im Internet Archive)
11. 1 2 3  Fehler (Memento vom 11. August 2004 im Internet Archive)
12. 1 2  Fehler (Memento vom 10. August 2004 im Internet Archive)
13. 1 2  Fehler (Memento vom 9. September 2004 im Internet Archive)
14. 1 2  Fehler (Memento vom 9. September 2004 im Internet Archive)
15. 1 2  Fehler (Memento vom 19. Oktober 2004 im Internet Archive)
16. 1 2  Fehler (Memento vom 19. Oktober 2004 im Internet Archive)
17. 1 2 3  Fehler (Memento vom 5. Dezember 2004 im Internet Archive)
18. 1 2  Fehler (Memento vom 4. Dezember 2004 im Internet Archive)